# (958) Asplinda
(958) Asplinda – planetoida z zewnętrznej części pasa głównego asteroid.

## Odkrycie
Została odkryta 28 września 1921 roku w Landessternwarte Heidelberg-Königstuhl w Heidelbergu przez Karla Reinmutha. Nazwa  pochodzi od szwedzkiego astronoma Brora Ansgara Asplinda. Przed jej nadaniem planetoida nosiła oznaczenie tymczasowe (958) 1921 KC.

## Orbita
(958) Asplinda okrąża Słońce w ciągu 7 lat i 347 dni w średniej odległości 3,98 au.
Należy do planetoid z rodziny Hilda, poruszających się po zbliżonych orbitach i pozostających w rezonansie 3:2 z Jowiszem.